# Immaginazione

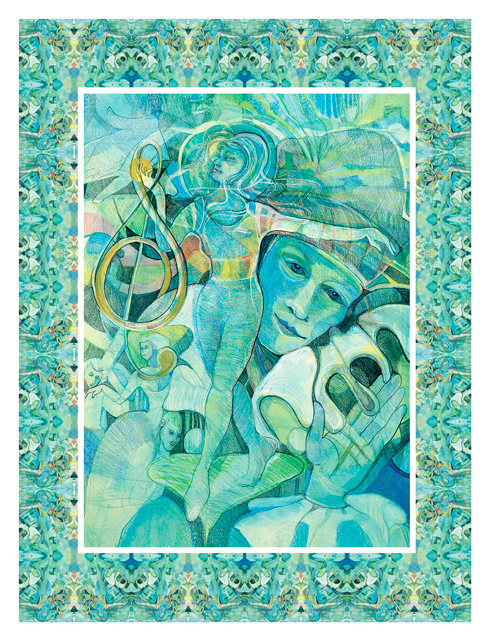
Fantasy, di Lisa Wray (1979), riconducibile alle atmosfere oniriche dell'arte metafisica.

Per immaginazione, traduzione del termine eikasia (in greco antico: εἰκασία?), s'intende la capacità di pensare, indipendentemente da ogni precisa elaborazione logica, il contenuto di un’esperienza sensoriale, in occasione di un particolare stato affettivo e, spesso, riguardante un tema fisso.

## Immaginazione e conoscenza
Nella storia del pensiero nel rapporto tra immaginazione e conoscenza si sono alternati momenti in cui si considerava la prima come positivamente accrescitrice e fomentatrice di conoscenza e periodi in cui si vedeva nell'immaginazione un elemento di turbativa e offuscamento della pura conoscenza razionale tale da essere considerata alla fine inutile o dannosa per il processo conoscitivo.
Il termine immaginazione nella storia della filosofia è coinciso ad un certo punto con quello di fantasia e solo nell'ultimo periodo della storia del pensiero le due parole sinonime vengono usate in modo differenziato.

### Platone
Platone pensava che la sede dell'immaginazione fosse per analogia il fegato che con la sua superficie lucida rispecchiava le immagini sensibili ricevute dall'esterno. Nella cosiddetta teoria della linea Platone distingue i quattro gradi della conoscenza dove l'immaginazione (in greco antico: εἰκασία?, eikasìa) non ha il significato di fantasia ma quello di saper cogliere le immagini percepite come verità inferiori a quelle sensibili ma che tuttavia sono nell'ambito della conoscenza:
Secondo Platone, infatti, la riflessione delle immagini poteva originarsi sia dalle apparenze sensibili delle cose esterne sia per opera degli dei attraverso la divinazione dove prendevano forma le immagini trasmesse, riflesse dalla divinità.

### Aristotele
Per Platone dunque l'immaginazione può essere sia "terrena" sia "celeste" mentre per Aristotele, coerentemente al suo carattere filosofico "scientifico", l'immaginazione è sempre collegata all'immagine sensibile garantendo così il suo sussidio conoscitivo. L'immaginazione quindi è «un movimento prodotto dalla sensazione in atto».
L'immaginazione cioè, è parte del processo conoscitivo poiché essa contribuisce a formare concretamente l'immagine collegata all'oggetto percepito in base
- ai suoi dati sensibili propri, per es. il sapore al gusto, il colore alla vista ecc.;
- ai suoi dati sensibili comuni, per es. la massa, il movimento, la figura;
- ai suoi dati sensibili accidentali, che intervengono occasionalmente, ad es. un sapore disgustoso.[9]

Nel momento della sensazione in atto tuttavia l'immagine scompare perché viene sovrastata dalla forza e dalla intensità della percezione sensibile: al contrario quando i dati sensibili sono assenti prevalgono le immagini sotto forma di visioni: questo ad esempio accade nei sogni.
La concezione aristotelica dell'immagine, generata dall'immaginazione, come costantemente collegata all'attività sensibile si prolunga per tutta la storia della filosofia antica che non esclude anche la tesi platonica, come accade con Plotino.

### Plotino
Secondo Plotino il processo di formazione delle immagini, così come lo descrive Aristotele, sbocca nell'intelletto che si avvale dell'immaginazione per elaborare i concetti. L'immaginazione infatti fa parte di quel variegato complesso delle cose sensibili che tende all'Uno: culmine neoplatonico di tutto il reale.
Allora l'immaginazione non è semplicemente una facoltà umana ma un aspetto particolare dell'Essere come il nous, l'intelletto, la psiche e l'anima.
Quando dall'Uno promana, si forma, la varietà degli enti sensibili questo avviene per gradi, secondo procedimento di mediazioni il cui ultimo scalino è quello dell'anima e in questa il definitivo gradino dell'immaginazione che esalta e dà forma alla materia.
La dottrina neoplatonica su questo aspetto prosegue nel pensiero antico con Sinesio di Cirene e nel Medioevo con Ugo di San Vittore che ripropone, nella sua opera De unione corporis et spiritus, la teoria di Sinesio.
È nell'Umanesimo e nel Rinascimento che la dottrina neoplatonica sull'immaginazione viene ampiamente sviluppata da Marsilio Ficino e Giordano Bruno.

### Giordano Bruno
In Bruno la teoria dell'immaginazione si collega alla mnemonica: un sapere universale dove tutte le particolari nozioni fanno capo a idee, tòpoi, cioè a delle immagini che rimandano ad altre idee che l'immaginazione ha il potere di cogliere nella loro somiglianza e affinità.
Se in Aristotele l'immaginazione svolgeva una mediazione conoscitiva tra i sensi e l'intelletto, e in Platone era una facoltà che metteva in rapporto il mondo delle idee con quello delle cose sensibili, in Bruno la capacità di formare immagini svolge il ruolo di una mediazione universale per la quale «tutto forma ed è formato da tutto… e noi possiamo essere portati a trovare, indagare, giudicare, argomentare, ricordarci di ogni cosa attraverso ogni altra».

### Empirismo
Per il pensiero inglese del Seicento, attento alla realtà empirica, l'immaginazione, priva di ogni riferimento metafisico, come era in Bruno, è confermata come la capacità di stabilire collegamenti anche tra le cose più lontane ma, afferma Francesco Bacone, essa mette in opera «matrimoni e divorzi illegali» tra le cose.
Da questo momento, per tutto il XVII secolo l'immaginazione, mescolata con le teorie estetiche barocche del wit (arguzia, ingegno), viene relegata nel campo esclusivo della poesia tranciando ogni rapporto con le potenzialità conoscitive razionali con le quali prima veniva connessa.

## Immaginazione e arte
La connessione che si opera tra immaginazione ed arte nell'età moderna era del tutto esclusa nel mondo antico dove al più si parlava di fantasia, in particolare nell'età ellenistica, come la capacità del retore e del poeta di abbellire formalmente con immagini il discorso o la poesia.
Quando nell'età moderna il pensiero scientifico si definisce e progredisce ulteriormente, la separazione tra conoscenza e immaginazione si approfondisce per cui quest'ultima viene assimilata alla fantasia, la facoltà che crea la poesia.

### Vico
Rimangono ignorate nella filosofia del tempo le anticipazioni, rispetto al pensiero kantiano e a quello idealistico, di Giambattista Vico con la sua dottrina degli "universali fantastici": una concezione dell'immaginazione nel suo collegamento con la poesia e con la trasformazione delle forme del sapere espresso dalla società nella storia.;

### Hobbes
La fantasia secondo Hobbes può svolgersi nei limiti di quella che egli chiama "discrezione", nel senso originario del termine, cioè la capacità di discernere, distinguere razionalmente tra idee e "buon senso" sociale. In tutto il periodo dell'empirismo inglese e poi dell'illuminismo, arte e poesia hanno una loro funzione solo con il rispetto della convivenza sociale. La fantasia cioè non può esprimersi nell'arte senza regole ma deve cercare una legittimazione nella considerazione sociale.

### Kant
Kant s'inserisce nel solco di questa concezione per cui arte e fantasia devono conformarsi alla convivenza sociale: altrimenti la fantasia diventa una «immaginazione che produce immagini senza volerlo».
Il "fantastico" gioca con la fantasia, ma è contemporaneamente "giocato" da essa.
L'immaginativo dunque si controlla e pone limiti all'irreale mentre la fantasia talora deborda e opera in modo del tutto irrazionale.
Kant quindi riprende la teoria aristotelica della capacità conoscitiva della immaginazione e, entro certi limiti, quella neoplatonica della sua funzione unificatrice in grado di rendere manifesta la omogeneità tra le cose.
Kant distingue tra una:
- immaginazione riproduttiva, la capacità di far riaffiorare nello spirito oggetti intuiti precedentemente e una;
- immaginazione produttiva, che coincide con la funzione delle intuizioni pure di spazio e tempo.

In senso più ampio nella Critica del giudizio il libero gioco dell'immaginazione, insieme all'intelletto e alla ragione, produce l'esperienza del bello e del sublime ma anche, con le concezioni kantiane del "genio" e del "bello" come simbolo della moralità, anticipa le concezioni romantiche dell'idealismo di Fichte e Schelling.

### Idealismo
In Schelling la funzione cognitiva dell'immaginazione diventa centrale nella sua dottrina svolgendo la funzione unificatrice del reale con l'ideale, della Natura con lo Spirito ed esprimendosi nell'arte che diviene organo della filosofia.
Con Hegel per la prima volta l'immaginazione viene distinta dalla fantasia: la prima ha una semplice funzione riproduttiva di immagini, mentre la seconda ha una vera e propria capacità creativa poiché essa è «immaginazione simboleggiante, allegorizzante e poetante».
Nell'ambito del romanticismo dell'immaginazione elaborò una teoria approfondita soprattutto Friedrich Schlegel che la chiamava "il respiro dell'anima", attribuendogli una funzione teoretica e pratica di tutto il mondo dell'uomo in modo tale che la storia dell'autosviluppo della coscienza umana coincide con quella dell'immaginazione e dei suoi prodotti artistici.
Per tutta la seconda metà dell'Ottocento, dopo la crisi dell'idealismo, si attribuirà all'immaginazione, con motivazioni diverse da quelle di Schlegel, proprio questa funzione: la possibilità di ricostruire la storia della coscienza dell'uomo attraverso le sue produzioni artistiche e le sue manifestazioni storiche.
Ai primi del Novecento Benedetto Croce nel Breviario di estetica (1913) conferma la distinzione tra fantasia e immaginazione, perché questa è artistica e l'altra extra-artistica e Giovanni Gentile riprenderà la distinzione crociana affermando che la fantasia «è puro sentimento e inattuale forma soggettiva dello spirito».
Nell'antroposofia steineriana, l'immaginazione è un primo stadio della conoscenza sovrasensibile, superiore a quella ordinaria sensoriale, ma inferiore ai gradi successivi dell'ispirazione e dell'intuizione.

## Immaginazione e immaginario nell'età contemporanea
Nel Novecento un'elaborazione approfondita dell'immaginazione è stata condotta dal giovane Jean Paul Sartre prima nell'opera L'immaginazione del 1936 e successivamente ne L'immaginario del 1940.
Sulle tracce della fenomenologia di Husserl, Sartre sostiene che l'immaginazione ha un potere "irrealizzante" nei confronti delle cose, tale che attraverso essa si realizza la capacità della coscienza di andare oltre la materialità e quindi di esprimere la propria libertà.
Questa concezione sartriana, ma basata su una ripresa utopica del marxismo e dell'hegelismo, è anche in Ernst Bloch ma soprattutto avranno rilievo nel corso del Novecento due importanti teorie sull'immaginazione: quella di G. Bachelard, che si può collocare nel mezzo tra la psicologia analitica di Jung e l'antropologia strutturalistica, e quella di Lacan che si fonda su una nuova interpretazione di Freud.

### L'immaginario
A cominciare da questi due autori assistiamo a una nuova terminologia: non si parla più di immaginazione ma di "immaginario" intendendo non più basare lo sguardo sulla facoltà immaginativa quanto sui suoi prodotti: i miti, i sogni, la poesia, cercando non tanto di interpretarli quanto piuttosto di analizzarli nella loro struttura interiore
Mentre Bachelard vede nell'immaginario qualcosa di complementare al pensiero scientifico per Lacan invece si deve trattare dell'immaginario in un modo del tutto nuovo: l'immaginario sarebbe il luogo psicologico delle false immagini che l'Io produce di se stesso, lo specchio dove si riflette non quello che siamo ma quello che vorremmo essere.
Queste false immagini di sé sono però inevitabilmente costrette a fare i conti con la realtà generando continue sconfitte e delusioni. Se vogliamo ritrovare la vera storia dell'io dobbiamo invece collegarla a quello che Lacan chiama il "simbolico" rappresentato dal linguaggio e dalla sua valenza sociale.

## Immaginazione motoria
Lo psicologo Stephen M.Kosslyn ha condotto studi approfonditi sulla percezione, scoprendo la dimostrazione che a livello neurocellulare l'immaginare visivamente delle cose non è differente dal vederle.
Questo assunto è la base della pratica di immaginazione motoria che consiste in una simulazione mentale di azioni e viene usata in ambito sportivo, riabilitativo, psicoterapico.